# Александровське (Ставропольський край)
Александровське (рос. Александровское) — село у Александровському районі Ставропольського краю Російської Федерації.
Муніципальне утворення — Александровський муніципальний округ. Населення становить 27 471 особа.

## Історія
Згідно із законом від 4 жовтня 2004 року № 88-КЗ у 2004—2020 роках муніципальним утворенням була Александровська сільрада.

## Населення
| 1802    | 1812    | 1817    | 1819    | 1824    | 1844    | 1855    |
| ------- | ------- | ------- | ------- | ------- | ------- | ------- |
| 1397    | ↘971    | ↘710    | ↗1099   | ↘1084   | ↗2329   | ↘2306   |
| 1861    | 1867    | 1897    | 1903    | 1926    | 1959    | 1970    |
| ↘2296   | ↘1785   | ↗10 257 | ↗10 893 | ↗13 287 | ↗13 587 | ↗18 911 |
| 1979    | 1989    | 2002    | 2010    |         |         |         |
| ↗24 427 | ↗26 509 | ↗27 512 | ↘27 471 |         |         |         |